# Ottendorf-Okrilla
Ottendorf-Okrilla ist eine Gemeinde im Landkreis Bautzen in Sachsen. Mit rund 10.000 Einwohnern ist Ottendorf-Okrilla die sechstgrößte Gemeinde des Landkreises sowie dessen größte Gemeinde ohne Stadtrecht.

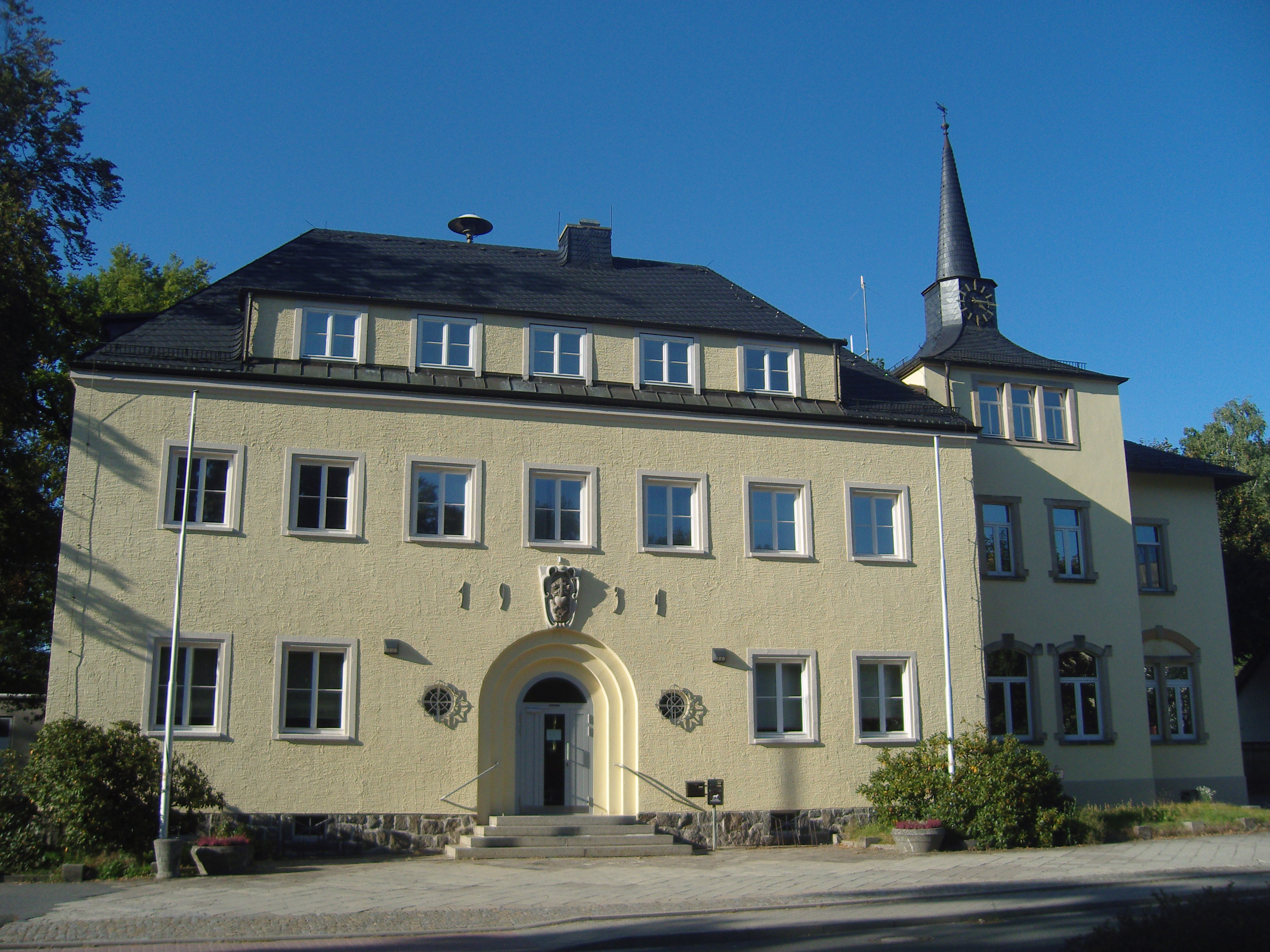
Rathaus

## Geographie

### Geographische Lage
Ottendorf-Okrilla liegt im äußersten Westen des Landkreises Bautzen und ist vom Stadtzentrum Dresden ungefähr 20 Kilometer in nordöstlicher Richtung entfernt. Im Norden grenzt die Gemeinde an die Laußnitzer Heide, im Süden an die Große Röder. Die Nord-Süd-Ausdehnung der Gemeinde beträgt ca. sechs Kilometer, die Ost-West-Ausdehnung ca. sieben. Sie hat eine Fläche von 2588 Hektar, davon werden 158 ha gewerblich genutzt.

### Nachbargemeinden
Angrenzende Gemeinden sind:

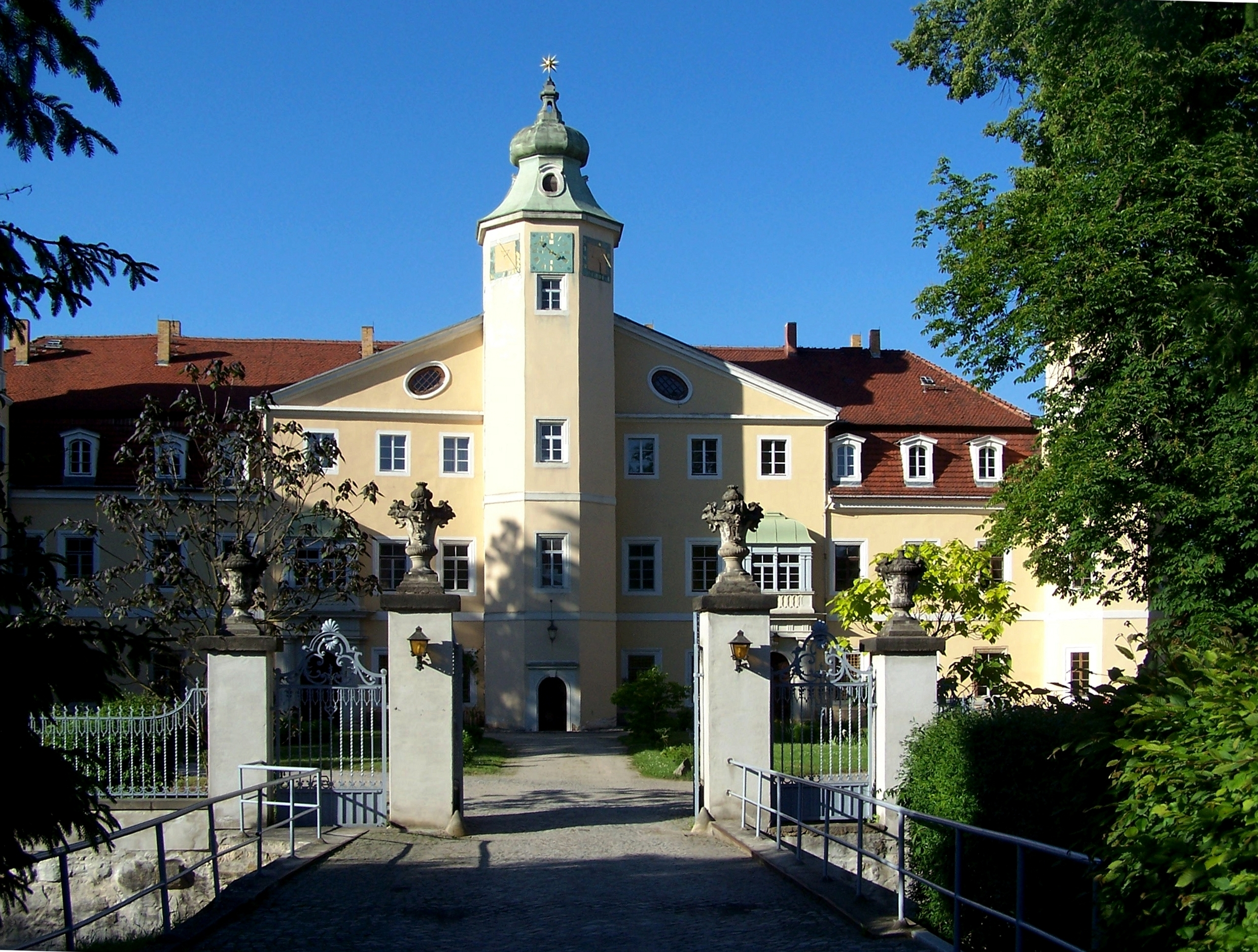
Schloss Hermsdorf

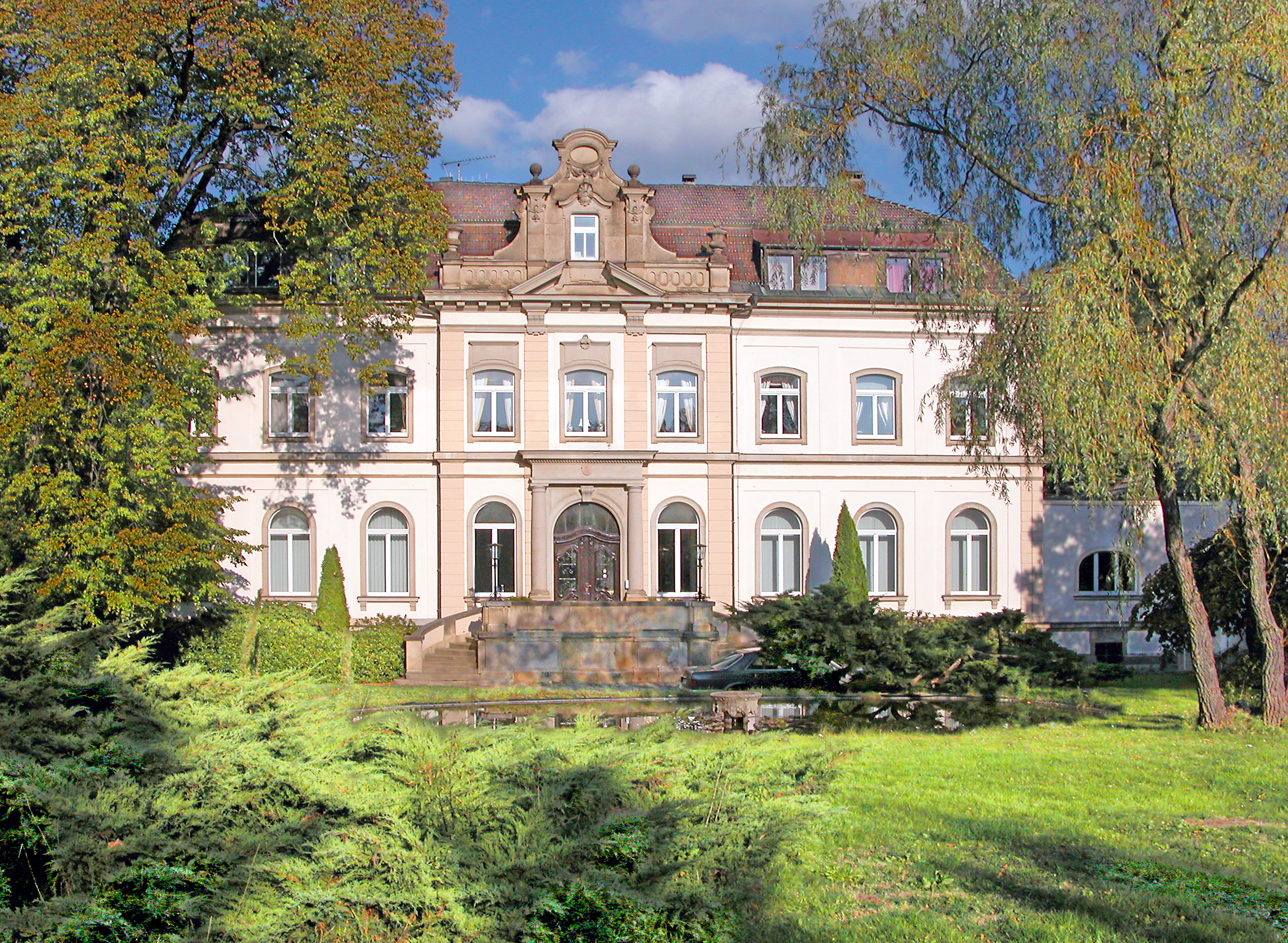
Schloss Medingen

- Dresden mit den Ortsteilen Lausa und Marsdorf innerhalb der Ortschaft Weixdorf
- Großdittmannsdorf (Ortsteil von Radeburg) im Landkreis Meißen sowie
- Laußnitz und Wachau im Landkreis Bautzen.

### Ortsgliederung
Die Gemeinde gliedert sich in die Ortsteile Grünberg (⊙, mit Diensdorf), Hermsdorf (⊙, oft Hermsdorf bei Dresden), Medingen und den Hauptort Ottendorf-Okrilla, der sich wiederum aus den Ortslagen Ottendorf, Moritzdorf, Großokrilla, Kleinokrilla und Cunnersdorf zusammensetzt, die jedoch keinen Ortsteilstatus haben.

## Geschichte
Okrilla leitet sich vom altsorbischen *Okrugła (von okrugły, „rund“) ab und bezieht sich entweder auf die Lage an einer Rundung oder auf die Form des Dorfes. Runddörfer waren für slawische Dörfer typisch. Okrilla ist damit wesentlich älter als das erst nach 1200 gegründete Ottendorf. Der Ortsname Ottendorf ist eine Zusammensetzung des Personennamens Otto und Dorf.
Ottendorf wurde 1346 in einem Bistumsartikel unter dem Markgrafen Friedrich II. (der Ernsthafte) erstmals erwähnt.
Im Jahr 1846 wurde die heutige Radeberger Straße in Ottendorf-Okrilla als feste Chaussee ausgebaut. Diese Straße war eine wichtige Handelsstraße. Auf der „Böhmischen Glasstraße“ wurde Glas aus Böhmen nach Preußen transportiert. Gleichzeitig war dies auch eine wichtige „Salzstraße“, über die das Salz von Halle nach Böhmen und Schlesien transportiert wurde. 1849 entstand zwischen Cunnersdorf und Medingen eine Getreidemühle. Hier wurde auch Brot gebacken und verkauft.
1865 wurde die erste Glashütte eröffnet. Sie stand an der Königsbrücker Straße, gegenüber der heutigen Gaststätte „Zum Goldenen Ring“. Weitere Glaswerke im Ort waren die Glashütte Brockwitz (gegründet 1898), Glasraffinerie Grohmann (gegründet 1893), die heute alle nicht mehr existieren. Ebenfalls 1865 erfolgte die Eröffnung eines durch eine Dampfmaschine angetriebenen Sägewerks, das Holz aus der Laußnitzer Heide verarbeitete.
Seit Oktober 1884 war der Ort an das Eisenbahnnetz angeschlossen. Eine Schmalspurbahn verband Königsbrück mit Dresden-Klotzsche und führte über Ottendorf-Okrilla. 1897 wurde die Schmalspurbahn in eine normalspurige Strecke umgebaut. Für die Industrialisierung des Ortes war dies ein wichtiger Standortvorteil. 1885 wurden 799 Tonnen Güter transportiert. In den Folgejahren nahm der Warentransport enorm zu. 1865 kam es zur Gründung der ersten Möbeltischlerei. Die Möglichkeit, das Holz preiswert vor Ort zu beziehen, ließ weitere Möbeltischlereien im Ort entstehen. Das erste Gaswerk ging 1909 in Betrieb – damit war es möglich, erstmals eine öffentliche Straßenbeleuchtung zu installieren.
In der Zeit vor dem Ersten Weltkrieg kam es zu einem großen wirtschaftlichen Aufschwung. Ottendorf-Okrilla wurde Industrie- und Arbeiterwohnsitzgemeinde. Während des Krieges wurden jedoch alle verfügbaren Ressourcen in die Kriegsführung investiert. Der private Wohnungsbau stagnierte und im Jahr 1920 herrschte extreme Wohnungsnot, weshalb es zur Errichtung neuer Wohnhäuser an der neuen Straße „Siedlung“ kam. Seit 1922 versorgte das Elektrizitätswerk Pulnitz den Ort mit Strom. Ab 1926 wurde gewerblich Kies abgebaut. Ab 1927 begann der Bau einer zentralen Trinkwasserversorgung.
Nach Einbrüchen durch die Weltwirtschaftskrise verbesserte sich die wirtschaftliche Situation ab 1933 wegen der heimlichen Wiederaufrüstung des NS-Regimes.
Zu Beginn der Zeit des Nationalsozialismus kam es im März 1933 zu schweren Übergriffen. SA-Männer errichteten vor dem Gasthof „Zum schwarzen Roß“ einen Scheiterhaufen und folterten dort festgenommene Regimegegner. Besonders brutal misshandeln sie den körperbehinderten Kommunisten Josef Hannemann. Zu DDR-Zeiten wurde am Haus Radeberger Straße 12 eine Gedenktafel für ihn angebracht. Auch das als Kulturhaus genutzte Gebäude trug seinen Namen, bis es nach 1990 aufgrund zunehmenden baulichen Verfalls abgerissen wurde.
Nach Ende des Zweiten Weltkriegs kam es teilweise zu Einquartierungen sowjetischer Soldaten.
In der Zeit der DDR wurde der Ort immer mehr zum Industriestandort. Zu den schon länger ansässigen Glaswerken, der Kiesgrube, dem Holzhandel und den Köhlereien kamen neue Unternehmen hinzu, zum Beispiel die Plaste-Verarbeitung. Die Wende brachte einen Strukturwandel mit sich. Viele Betriebe mussten nach der Wiedervereinigung schließen, so u. a. auch das Glaswerk, das Möbelwerk und wenig später das Betonwerk. Einige Betriebe (u. a. die Plaste-Verarbeitung) wurden verkauft und überlebten die Privatisierung durch die Treuhandanstalt zumindest teilweise.
1991 wurde das Gewerbegebiet Ottendorf-Okrilla gebaut, womit sich das Ortsbild der Gemeinde wesentlich veränderte. Zudem wurde auch neuer Wohnraum errichtet.

### Eingemeindungen
Bereits am 24. Oktober 1911 fusionierten die Gemeinden Ottendorf bei Medingen und Moritzdorf zu Ottendorf-Moritzdorf. 1920 wurde Cunnersdorf bei Medingen in die Gemeinde Ottendorf-Moritzdorf eingegliedert, genau ein Jahr später folgte Kleinokrilla. Letztlich wurde am 1. Juli 1921 Großokrilla eingegliedert und die neue Gemeinde gleichzeitig in Ottendorf-Okrilla umbenannt. Bei der Eingemeindung zählte man etwa 4500, bei der Volkszählung vom 16. Juni 1925 schon 4753 Einwohner. Im Zuge der sächsischen Gemeindegebietsreformen in den 1990er Jahren wurden am 1. Januar 1994 Grünberg und am 1. Januar 1999 Hermsdorf und Medingen jeweils auf der Grundlage freiwilliger Vereinbarungen angegliedert.

### Einwohnerentwicklung
(Stand jeweils 31. Dezember)
| Jahr      | 1998   | 2000   | 2002   | 2007   | 2009  | 2011  | 2012  | 2013  | 2014  | 2015  | 2016  | 2021  |
| Einwohner | 10.253 | 10.343 | 10.273 | 10.076 | 9.920 | 9.826 | 9.861 | 9.892 | 9.935 | 9.941 | 9.971 | 9.997 |

## Religionen
Evangelische Kirchen
- Kirche Ottendorf-Okrilla
- Kirche Grünberg
- Kirche Medingen
- Schlosskapelle Hermsdorf

Katholische Kirchen

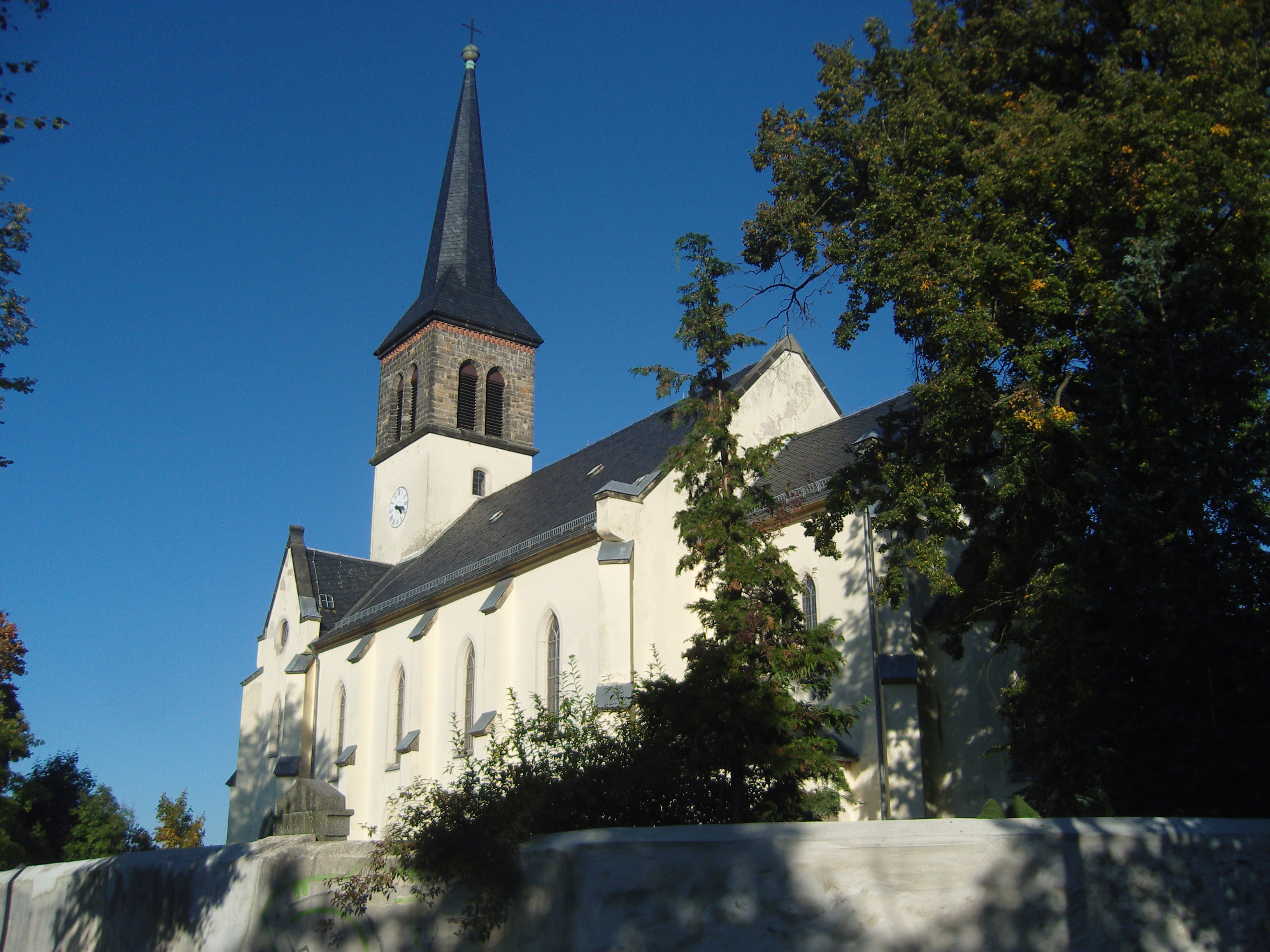
Evangelische Kirche Ottendorf-Okrilla

- Filialkirche St. Joseph der Werkmann Ottendorf-Okrilla

Freikirchliche Gemeinden
- Evangelisch-Freikirchliche Gemeinde Ottendorf-Okrilla

## Politik
- WiR: 5
- AP: 4
- FDP: 1
- CDU: 4
- AfD: 2

Die AfD kann zwei Sitze nicht besetzen. Der Gemeinderat verkleinert sich entsprechend.

### Gemeinderat
Die 16 Sitze im Gemeinderat verteilen sich seit der Gemeinderatswahl vom 9. Juni 2024 folgendermaßen:
| Liste                               | 2024   | 2024   | 2019   | 2019   | 2014   | 2014   |
| Liste                               | Sitze  | in %   | Sitze  | in %   | Sitze  | in %   |
| ----------------------------------- | ------ | ------ | ------ | ------ | ------ | ------ |
| WiR – Wählervereinigung im Rödertal | 5      | 29,0   | –      | –      | –      | –      |
| CDU Sachsen                         | 4      | 25,6   | 6      | 30,2   | 8      | 40,7   |
| AfD                                 | 2      | 21,3   | 2      | 18,3   | –      | –      |
| Aktionsbündnis Parteilose           | 4      | 20,9   | 3      | 17,7   | 3      | 14,5   |
| FDP                                 | 1      | 3,3    | 2      | 9,8    | 1      | 9,5    |
| SPD                                 | –      | –      | –      | 3,2    | 2      | 11,2   |
| Linke                               | –      | –      | 4      | 20,8   | 4      | 24,1   |
| Wahlbeteiligung                     | 73,1 % | 73,1 % | 69,1 % | 69,1 % | 54,0 % | 54,0 % |

### Bürgermeister
Die letzten Bürgermeisterwahlen fanden am 4. Oktober 2020 statt. Rico Pfeiffer setzte sich mit 52,1 % der Stimmen gegen die Mitbewerber René Edelmann (40,6 %) und Carsten Rybicki (AfD, 7,3 %) durch. Die Wahlbeteiligung lag bei 63,1 %.
| Wahl | Bürgermeister    | Vorschlag               | Wahlergebnis (in %) |
| ---- | ---------------- | ----------------------- | ------------------- |
| 2020 | Rico Pfeiffer    | Pfeiffer                | 52,1                |
| 2013 | Michael Langwald | FDP, Linke, SPD         | 66,5                |
| 2006 | Michael Langwald | Die Linke.PDS, FDP, SPD | 55,9                |

## Sehenswürdigkeiten
Die Kulturdenkmale sind in der Liste der Kulturdenkmale in Ottendorf-Okrilla aufgeführt.
Weiterhin gibt es seit 2018 einen Skater-Rundweg im Gewerbegebiet, der im Rahmen eines Schülerprojektes gebaut wurde.

### Naturschutz
- Siehe auch: Liste der Naturdenkmale in Ottendorf-Okrilla

## Wirtschaft und Infrastruktur

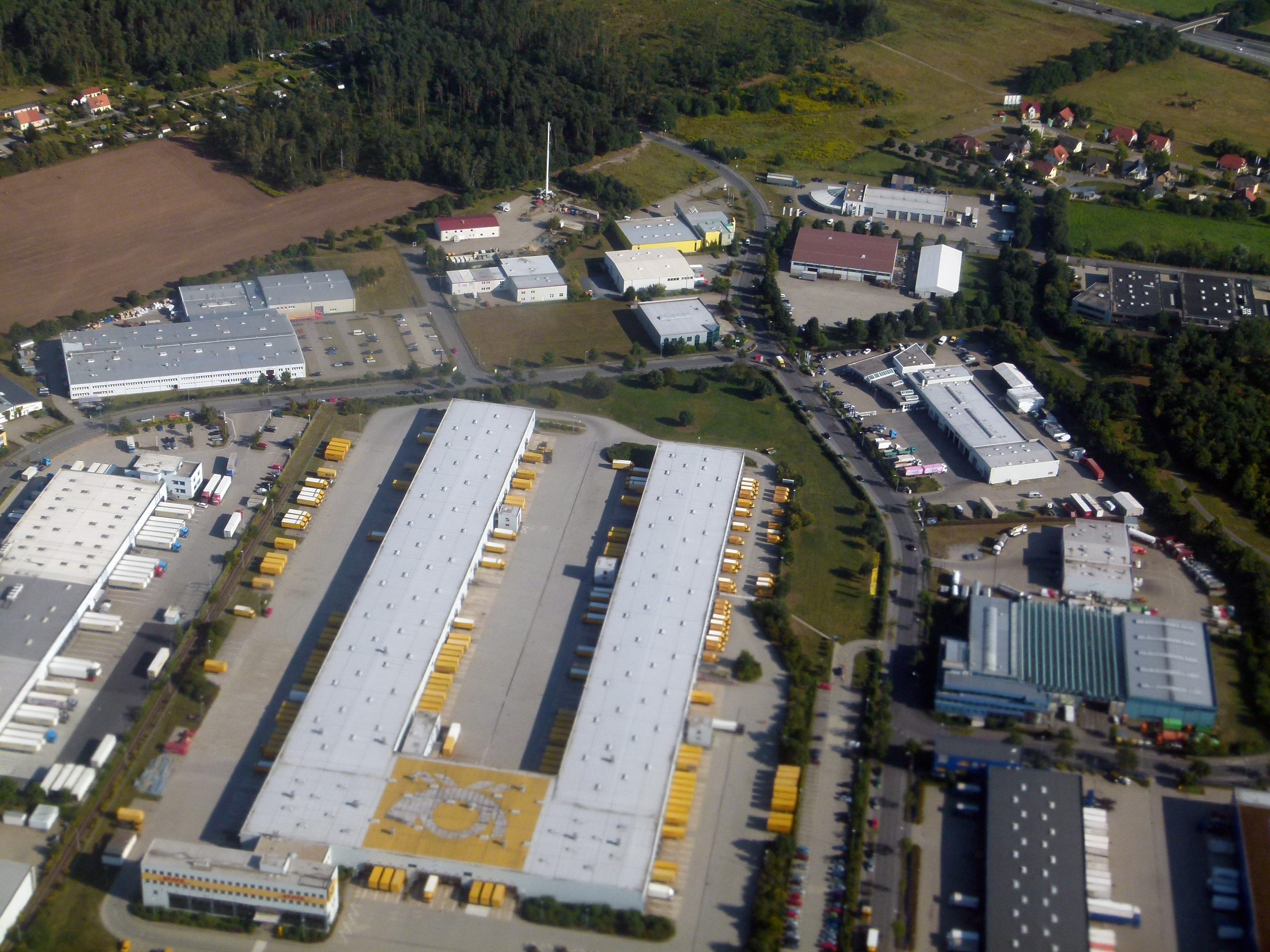
Gewerbegebiet Ottendorf-Okrilla

### Bildung
Die Gemeinde verfügt über drei Grundschulen (eine davon in Hermsdorf, eine in Medingen) sowie eine Oberschule.

### Gewerbe
In Ottendorf-Okrilla gibt es neben dem Brief- und dem Paketzentrum der Deutschen Post AG in ungefähr 700 Betrieben ca. 6500 Arbeitsplätze. Zu DDR-Zeiten befand sich am Ort ein großes Presswerk für Kunststoffteile.

### Verkehr

Ottendorf-Okrilla liegt an der Bundesautobahn A4

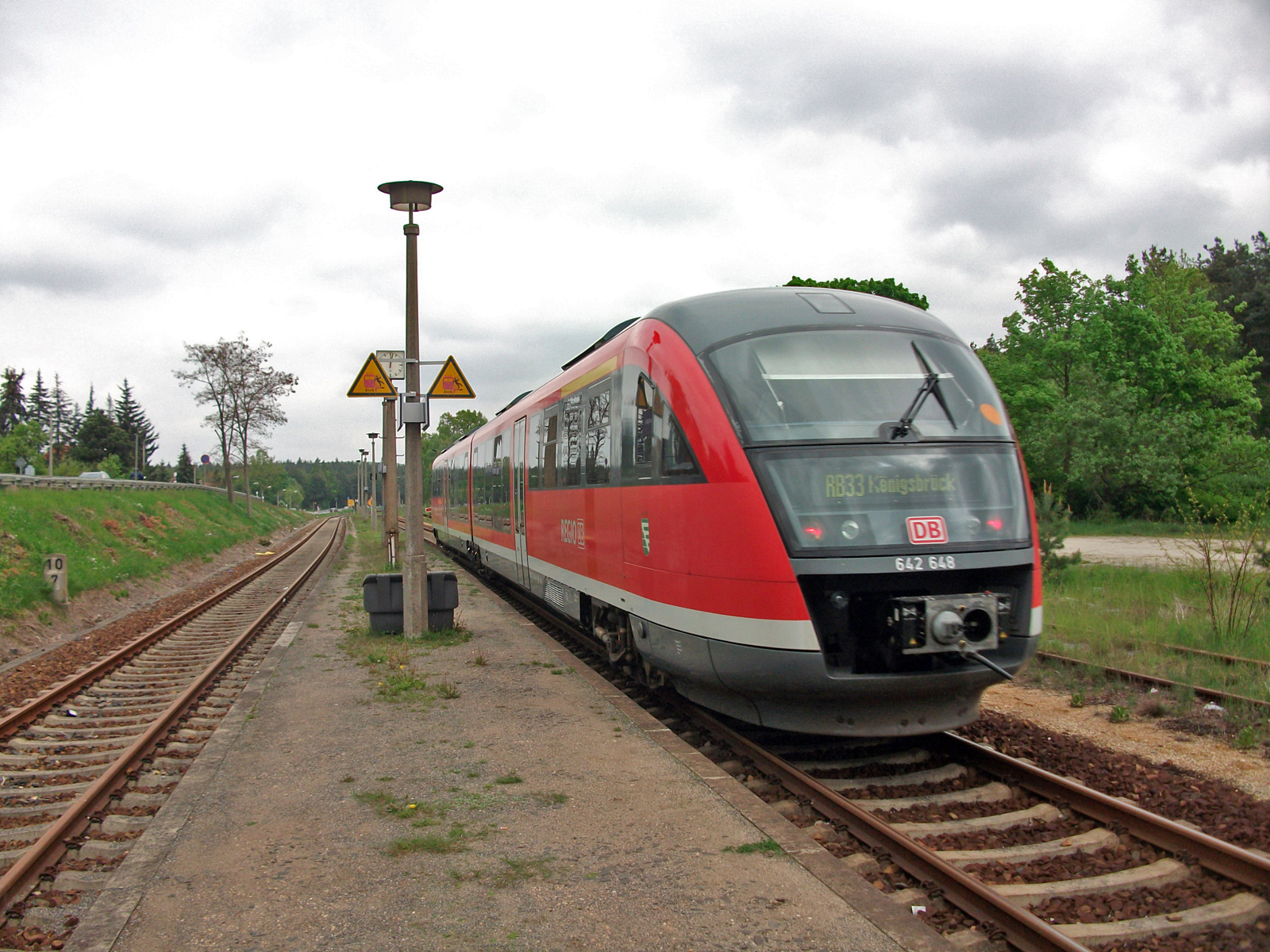
Desiro-Regionalzug am Bahnhof Ottendorf-Okrilla Nord

Ottendorf-Okrilla befindet sich nördlich der BAB 4 an der B 97. Über die Autobahnanschlussstellen Hermsdorf und Ottendorf-Okrilla ist die Gemeinde leicht erreichbar.
Außerdem ist die Gemeinde an die Bahnstrecke Dresden–Königsbrück angeschlossen. Es existieren folgende Bahnhöfe bzw. Haltepunkte im Gemeindegebiet:
- Haltepunkt Hermsdorf (bei Dresden)

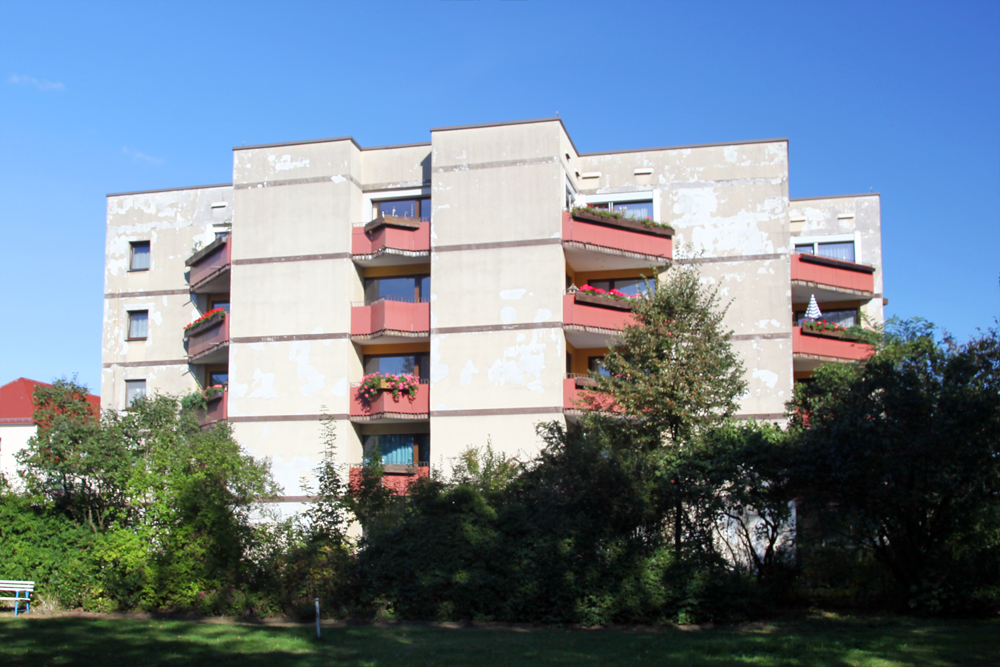
Zwölfeckhaus in Ottendorf-Okrilla 2013

- Bahnhof Ottendorf-Okrilla Süd
- Haltepunkt Ottendorf-Okrilla
- Bahnhof Ottendorf-Okrilla Nord

## Trivia
Am 4. März 1959 um 13:51 Uhr stürzte 5,70 km vor der Landebahn des Flughafens Dresden nahe Ottendorf-Okrilla bei seinem zweiten Erprobungsflug das erste und einzige von der DDR eigenentwickelte Flugzeug vom Typ 152/V1, Kennzeichen DM-ZYA, ab. Alle vier Besatzungsmitglieder starben.
In Ottendorf-Okrilla steht eines der seltenen Zwölfeckhäuser, ein Beispiel für die DDR-Architektur der 1970er Jahre.

## Persönlichkeiten
- Moritz Pauli (1838–1917), Gymnasialprofessor, Politiker und Reichstagsabgeordneter
- Herbert Schmidt-Walter (1904–1980), Maler und Hochschullehrer, in der Gemeinde geboren
- Fried Walter (1907–1996), Komponist, in der Gemeinde geboren
- Walter Prescher van Ed (1916–1988), Maler, in der Gemeinde gestorben
- Friedbert Groß (* 1937 in Medingen), Musikpädagoge, Komponist und Politiker (CDU)
- Thea Richter (* 1945), Bildhauerin, in der Gemeinde geboren
- Knut Großmann (1949–2016), Ingenieur und Hochschullehrer, in der Gemeinde geboren